# Теберда

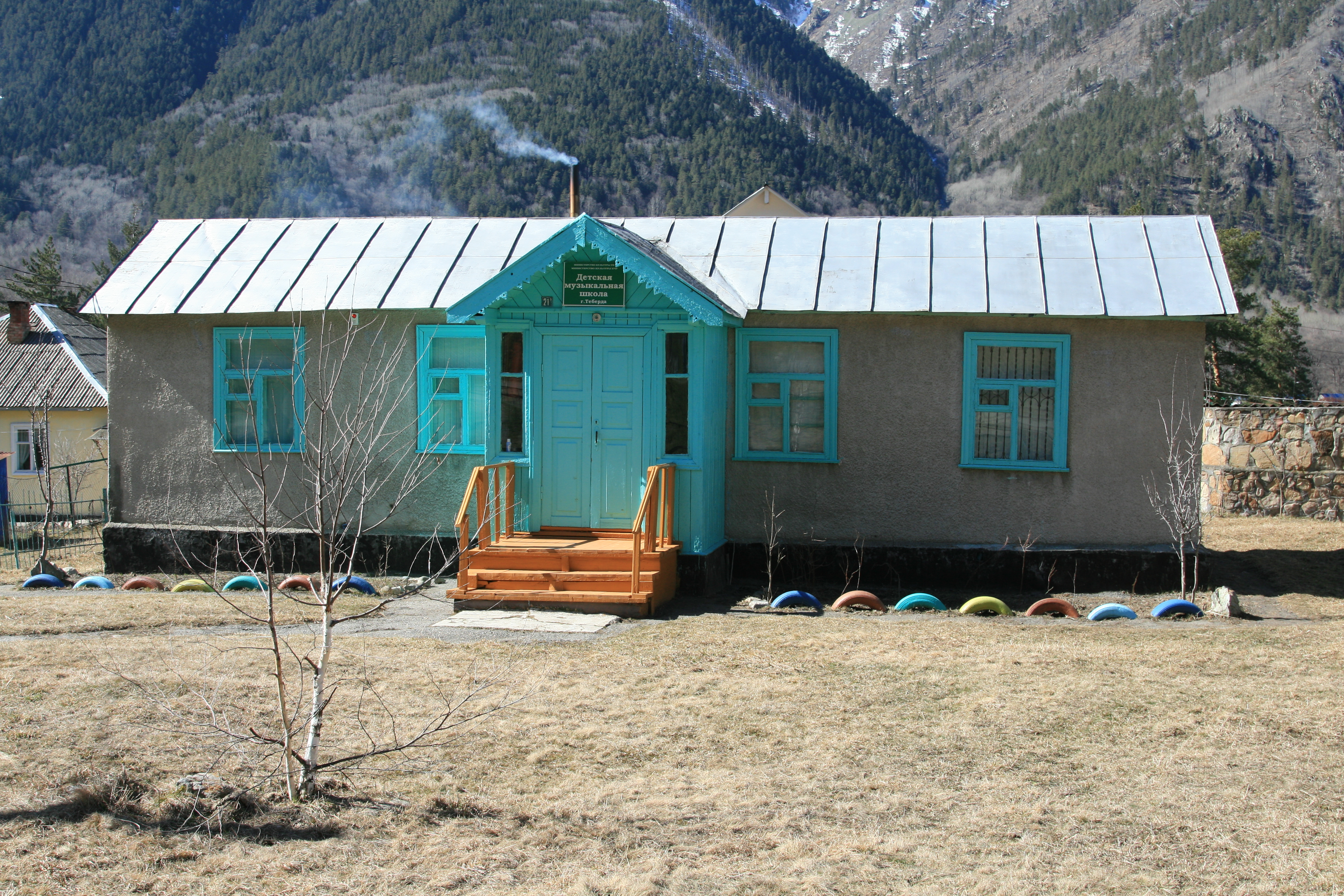
Музична школа м Теберда

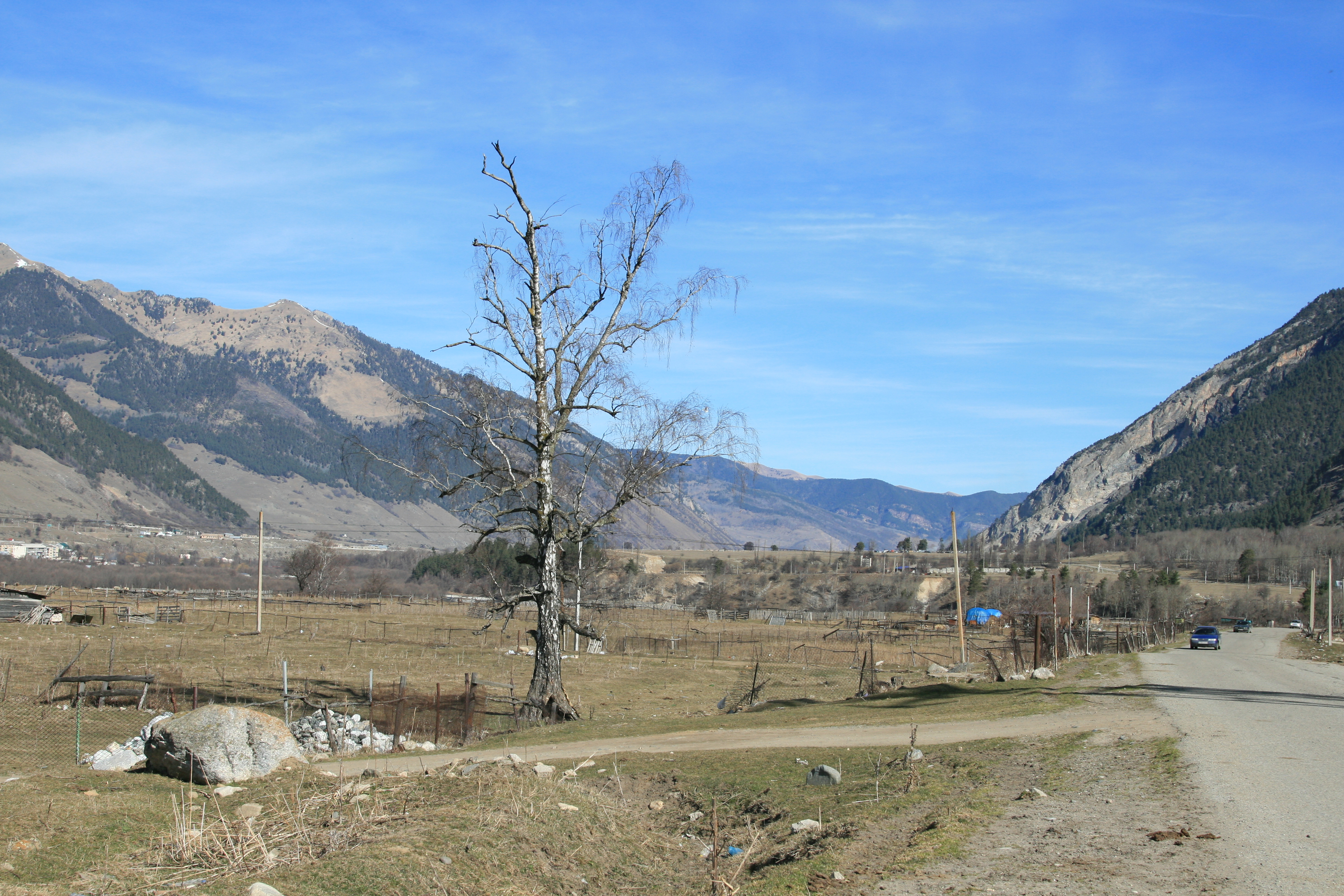
Околиці міста

Теберда (карач.-балк. Теберди) - місто-курорт у Карачаївському міському окрузі Карачаєво-Черкесії.

## Назва
Назване на честь річки Теберда, в долині якої знаходиться місто.

## Географія
Розташоване на північних схилах Великого Кавказу, в 105 км на південь від Черкеська, на Військово-Сухумській дорозі.
Долина річки Теберди - це средньогірний і високогірний район, надійно захищений від вітру і туману скелястими і бічними хребтами. Замкнутість долини Теберди впливає не тільки на температуру, але і на вологість.
Клімат визначається гірським рельєфом, досить низьким атмосферним тиском, інтенсивною сонячною радіацією, незначною хмарністю, теплою зимою і прохолодним літом. Середня температура найхолоднішого місяця зими, -2,3 січня градуса, в липні і серпні +15,5. Тривалість сонячного сяйва тут досягає 2200 годин на рік.

## Історія
Засноване в 1868 року як селище карачаївців. 
У 1925 році на місці карачаївського аулу було відкрито перший протитуберкульозний санаторій . Пізніше в місті відкрилася велика кількість санаторіїв і будинків відпочинку.
З 12 жовтня 1943 року по 14 березня 1955 року містечко входило до складу Грузинської РСР.
З 1971 року має статус міста.

## Населення
Національний склад
На 2002 рік:
- Карачаївці - 5006 чол. (64%),
- Росіяни - 2274 чол. (29%),
- Інші національності - 547 чол. (7%).

## Туризм і відпочинок
Курорт розташовано на території Тебердинського заповіднику; в місті є музейна експозиція, присвячена заповіднику.
Місто - центр туризму, альпінізму та клімато-бальнеологічного лікування. Здійснюється лікування мінеральними водами. Тут розташовано кілька туристичних баз і санаторіїв.
Популярний пішохідний туризм. Є багато маршрутів, в тому числі які не потребують спеціальної підготовки та спорядження.

## Топографічні карти
- Аркуш карти K-37-24 Теберда. Масштаб: 1 : 100 000. (рос.) Зазначити дату випуску/стану місцевості.